# Zvijezd
Zvijezd (izvirno srbsko Звијезд) je naselje v Srbiji, ki upravno spada pod Občino Prijepolje; slednja pa je del Zlatiborskega upravnega okraja.

## Demografija
V naselju živi 86 polnoletnih prebivalcev, pri čemer je njihova povprečna starost 48,2 let (43,3 pri moških in 51,9 pri ženskah). Naselje ima 40 gospodinjstev, pri čemer je povprečno število članov na gospodinjstvo 2,60.
To naselje je popolnoma srbsko (glede na rezultate popisa iz leta 2002), a v času zadnjih treh popisov je opazno zmanjšanje števila prebivalcev.
|  |

| Demografija | Demografija     | Demografija     |
| Leto        | Št. prebivalcev | Št. prebivalcev |
| ----------- | --------------- | --------------- |
|             |                 |                 |
|             |                 |                 |
|             |                 |                 |
|             |                 |                 |
| 1948        | 349             |                 |
| 1953        | 321             |                 |
| 1961        | 274             |                 |
| 1971        | 232             |                 |
| 1981        | 202             |                 |
| 1991        | 151             | 151             |
| 2002        | 104             | 104             |
|             |                 |                 |

| Etnična sestava po popisu iz leta 2002 | Etnična sestava po popisu iz leta 2002 | Etnična sestava po popisu iz leta 2002 | Etnična sestava po popisu iz leta 2002 | Etnična sestava po popisu iz leta 2002 |
| -------------------------------------- | -------------------------------------- | -------------------------------------- | -------------------------------------- | -------------------------------------- |
| Srbi                                   | Srbi                                   |                                        | 104                                    | 100,0%                                 |
| Neznano                                | Neznano                                |                                        | 0                                      | 0,0%                                   |